# Josep Maria Espanya i Sirat
Josep Maria Espanya i Sirat (Viella, la Vall d'Aran, 1879 - Bogotà, Colòmbia, 1953) fou un polític, propietari rural i advocat occità, membre d'una de les famílies més influents de la Vall d'Aran. Estudià Dret a la Universitat de Barcelona, on es va fer amic de Lluís Companys i de Francesc Layret.
El 1900 va ser un dels fundadors i vicepresident de l'Associació Escolar Republicana. Tot i així, s'afilià al Partit Liberal, amb el que fou elegit diputat provincial el 1903 pel districte de Tremp-Viella, càrrec que mantingué fins al 1917; durant aquests anys també presidí el Comitè Executiu de la Junta Gestora del ferrocarril Noguera-Palleresa i el darrer any, 1917, assumí la vicepresidència del Casino de la capital, després ingressà a la Unió Republicana i el 1907 donà suport la Solidaritat Catalana. El 1916 fundà el Partit Liberal Autonomista de Lleida i de 1914 a 1917 representà Lleida en el consell permanent de la Mancomunitat de Catalunya. També fou president de la Diputació de Lleida del 1913 al 1917, i després de donar suport l'Assemblea de Parlamentaris de 1917, ingressà a la Lliga Regionalista.
Durant la dictadura de Miguel Primo de Rivera es dedicà a treballar com a advocat. Un cop caigut Primo de Rivera, i durant el govern Berenguer (1930),va ser el representant per la Cambra Minera a la Diputació Provincial d'Osca, la qual cosa ha donat peu a considerar-lo erròniament membre de la Unió Patriòtica. En proclamar-se la Segona República Espanyola (1931-1939) va ser elegit com a diputat a la Generalitat Provisional de Catalunya, després passà a Esquerra Republicana de Catalunya i en les eleccions de 1932 fou elegit diputat al Parlament de Catalunya per Lleida. A més va desenvolupar la tasca d'Assessor jurídic de la Comissaria General d'Ordre Públic de Catalunya (1933), i fou Director General d'Administració Local (1934).
Fou conseller de governació de la Generalitat del març al setembre del 1936 (llevat del 20 de març al 26 de maig). Quan esclatà la guerra civil espanyola intervingué en un primer moment en la rendició del general colpista Goded i posteriorment facilità la fugida de nombrosos perseguits per incontrolats anarquistes, raó per la qual fou amenaçat i hagué d'exiliar-se, a finals del 1936, a França. Acabada la guerra s'establí a Bogotà, on participà en les activitats de la Comunitat Catalana de Colòmbia i fundà dues empreses en col·laboració amb d'altres exiliats catalans.